# Râul Comăncuța
Râul Comăncuța este un curs de apă, afluent al râului Comanca. 